# Venomous Echoes
 Venomous Echoes (englisch Giftige Echos) ist eine 2020 gegründete Death-Metal-Band.

## Geschichte
Das von Benjamin Vanweelden geführte Projekt Venomous Echoes debütierte mit dem Demo Demo am 8. Oktober 2020. Am 28. Januar 2021 folgte die Single Scripture of Hatred. Beide Veröffentlichungen erschienen im Selbstverlag und enthielten keinen Gesang. Erst auf der am 15. Januar 2023 im Selbstverlag veröffentlichte EP Twists of Slurs sang Vanweelden Texte ein.
Mit Writhing Tomb Amongst the Stars erschien am 30. Juli 2023 über Jaibaná Records das Debütalbum als physischer Release. Im Oktober des gleichen Jahres gab Vargheist Records Writhing Tomb Amongst the Stars mit veränderter Gestaltung erneut heraus. 
Dieses Debüt-Konzeptalbum befasst sich mit Vanweeldens eigenen Dysmorphophobie und erzählt die Geschichte eines Mannes, der mehrere Körpertransformationen durchläuft, von einer Art „lebenden Grab“ auseinandergerissen wird, um zu etwas anderem zusammengesetzt zu werden. Derweil hofft der Mann als besserer Mensch oder sogar als göttliche Entität zu enden. Das Album wurde von F3ynman2000 für Metalstorm als ein „monströser Mahlstrom“ gelobt, der „keinen Hörer unverändert“ lasse und „einer der besten Metal-Albträume, die man in diesem Jahr [2023] erleben“ könne. Für No Clean Singing beschrieb Rennie Resmini die Stücke von Writhing Tomb Amongst the Stars als „Treffer aus einem Portal in die Leere“.

## Stil
Venomous Echoes spielt einen Stilhybrid aus Death Metal und Post-Black-Metal, der mit Blut aus Nord verglichen wird. Jaibaná Records nennt diesen Crossover „Dissonant Black/Death“. Der Stil wird auch als „Mischung aus Blackened und Brutal Death Metal mit der unheilvollen Atmosphäre von Funeral Doom“ beschrieben. Dabei seien Einflüsse von Choir, Portal, Impetuous Ritual und Strapping Young Lad vernehmbar. „Chaotisch und brutal,“ basiere die Musik auf einem „massiven Klang, der eine Wand aus dissonanten Tönen und komplexen Strukturen“ gestalte.
Als zentral werden dabei das Gitarrenspiel und der Gesang wahrgenommen. Der kehlige gutturale Gesang wirke „wahnsinnig“ und würde „grauenhaft und erstickend“ als Kreischen und Brüllen dargeboten. Der Gesang variiert „qualvolle[s] Wehklagen, lange[s] Schreien, bestialische[s] Kreischen, donnernde[s] Growling und eiskalte[s] Flüstern.“ Das Gitarrenspiel variiert „wilde“ Soli, „hüpfen und […] zucken“ bis hin zu „vernichtendem Death-Metal-“ und „nervenaufreibendem Black-Metal-Riffing“. Die Hintergrundeinspielungen aus Synthesizerspuren und Keyboard werden als „beunruhigende Geschäftigkeit“ und „spannende[…] Atmosphäre“ beschrieben. Die Instrumentierung und die Produktion erzeugen so „ein höhlenartiges, erstickendes Erlebnis, das dem Zuhörer das Gefühl gibt, gefangen und besiegt zu sein.“

## Diskografie
- 2020: Demo (Demo, Selbstverlag)
- 2021: Scripture of Hatred (Download-Single, Selbstverlag)
- 2023: Twists of Slurs (Download-EP, Selbstverlag)
- 2023: Writhing Tomb Amongst the Stars (Album, Jaibaná Records/Vargheist Records)
- 2024: Split Formations and Infinite Mania (Album, I, Voidhanger Records)